# Chaire de saint Augustin

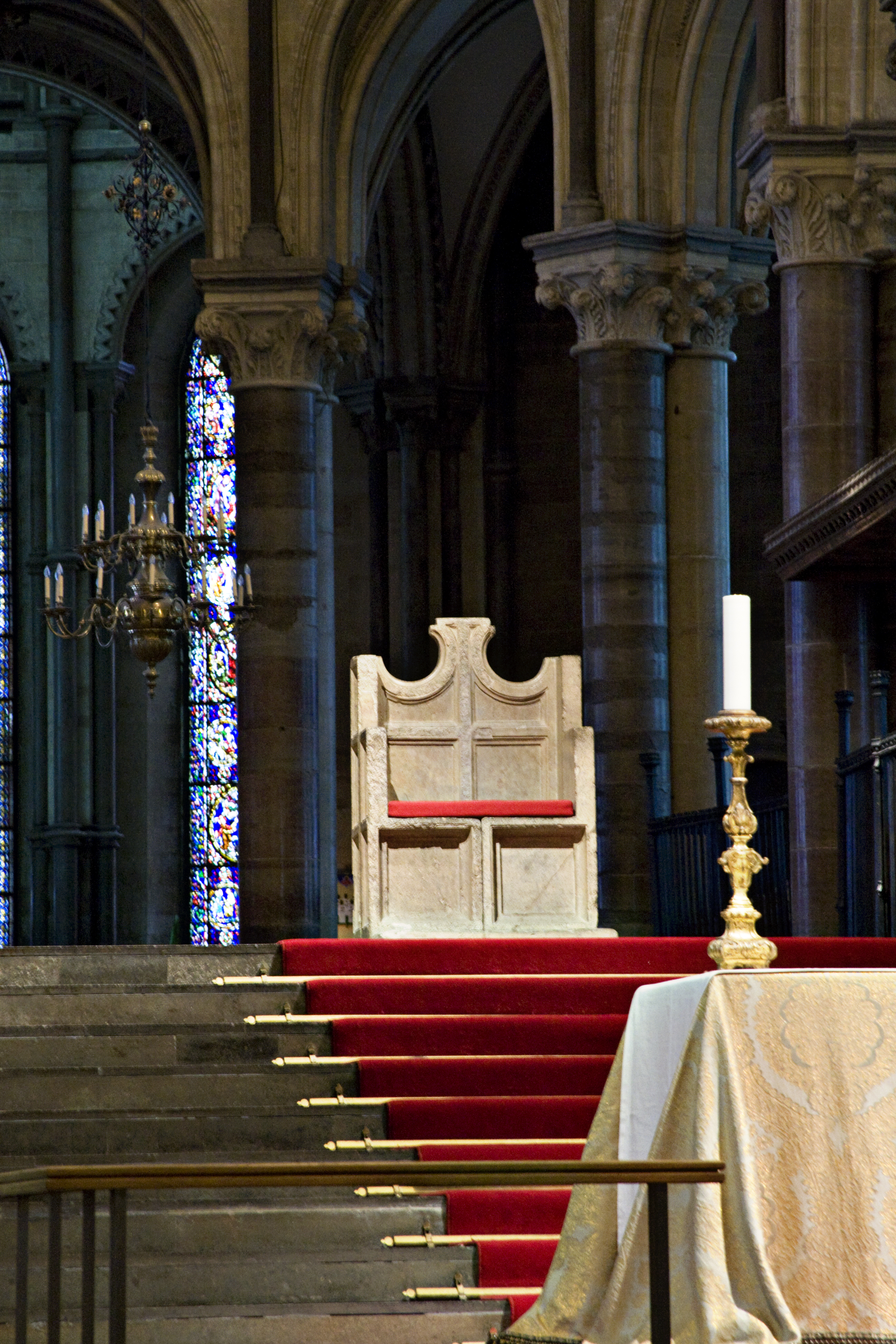
La chaire de saint Augustin

La chaire de saint Augustin, ou Cathedra Augustini en latin, est la cathèdre de cérémonie de couronnement de l'Archevêque de Canterbury au sein de la cathédrale de Canterbury, située à Kent. 

## Histoire
Portant le nom du premier Archevêque de Canterbury, Augustin de Canterbury, la chaire est réalisée en marbre de Petworth. La chaire actuelle, documentée dans les archives de la cathédrale ayant été rédigées entre 1201 et 1204, remplaça celle ayant été incendiée en 1174, cependant, sa base contiendrait des éléments de la chaire originale, ceci ayant été mentionné dans les descriptions d'Eadmer et de Gervais de Canterbury des bâtiments anglo-saxons et romans. Selon la cathédrale, la chaire fut le mobilier du sanctuaire de saint Thomas Becket, ayant été détruite lors de la Réforme anglaise. La chaire originale a été décrite par Eadmer tel que "la chaire pontificale, construite avec une jolie facture ainsi que de grandes pierres et du ciment" ; elle se tient à l'abside ouest derrière l'autel de sainte Marie mais périt dans les flammes en 1067. 
Depuis une première période, elle a toujours eu une place dans la triple intronisation d'un archevêque de Canterbury. Il siège sur le trône au sein du chœur en tant qu'évêque diocésain, dans la salle capitulaire en tant qu'abbé, puis sur la chaire de saint Augustin en tant que primat de toute l'Angleterre. Ceci ainsi que la Conférence de Lambeth sont les seules occasions où cette cathèdre est employée. Le trône du chœur est utilisé lors d'autres occasions auxquelles l'archevêque est présent.

## Signification contemporaine
Étant donné la nature mondiale de l'anglicanisme moderne, l'intronisation sur la chaire de saint Augustin est venue à représenter également le statut de l'archevêque de Canterbury comme chef spirituel mondial de la Communion ; par conséquent, elle est devenue traditionnelle suite à l'intronisation sur la chaire de saint Augustin par le doyen de Canterbury afin que le nouvel archevêque soit béni par l'archevêque primatial supérieur (par la longévité du service en fonction) du monde entier ; par exemple, Rowan Williams fut béni par l'archevêque d'Armagh de l'époque, Robin Eames, tandis que Justin Welby a été béni par l'archevêque du Burundi, Bernard Ntahoturi, ayant donné sa bénédiction en français,.